# Ally McBeal
Ally McBeal (no Brasil, Ally McBeal: Minha Vida de Solteira) é  uma série de televisão estadunidense, produzida pelo canal FOX e por David E. Kelley, que narra as aventuras de uma advogada (Ally McBeal) e seu desejo de encontrar um parceiro ideal para se casar e de se dar bem na vida, profissional e emocionalmente. Toda a trama se desenrola num escritorio de advogacia, em Boston, onde Ally e o resto de seus colegas excêntricos trabalham e vivem situações bastante irreais. Um destaque do seriado é sua trilha sonora composta de músicas de Vonda Shepard, principalmente, com participações de vários grandes nomes, como Barry White, Sting, Elton John, Al Green, Michael Jackson, Mariah Carey, Whitney Houston, Anastacia, Bon Jovi (atuando em muitos episódios), Tina Turner, Barry Manilow, entre outros.

## Elenco
| Atores                | Personagens     | Temporadas      | Temporadas      | Temporadas      | Temporadas      | Temporadas         |
| Atores                | Personagens     | 1               | 2               | 3               | 4               | 5                  |
| --------------------- | --------------- | --------------- | --------------- | --------------- | --------------- | ------------------ |
| Calista Flockhart     | Ally McBeal     | Regular         | Regular         | Regular         | Regular         | Regular            |
| Peter MacNicol        | John Cage       | Regular         | Regular         | Regular         | Regular         | Regular            |
| Gill Bellows          | Billy Thomas    | Regular         | Regular         | Regular         | Convidado       | Convidado          |
| Courtney Thorne-Smith | Georgia Thomas  | Regular         | Regular         | Regular         | Does not appear | Convidado Especial |
| Greg Germann          | Richard Fish    | Regular         | Regular         | Regular         | Regular         | Regular            |
| Lisa Nicole Carson    | Reene Hadish    | Regular         | Regular         | Regular         | Regular         | Convidado Especial |
| Jane Krakowski        | Elaine Vassal   | Regular         | Regular         | Regular         | Regular         | Regular            |
| Vonda Shepard         | Ela mesma       | Convidado       | Regular         | Regular         | Regular         | Regular            |
| Portia De Rossi       | Nelle Porter    | Does not appear | Regular         | Regular         | Regular         | Regular            |
| Lucy Liu              | Ling Woo        | Does not appear | Regular         | Regular         | Regular         | Regular            |
| James LeGros          | Mark Albert     | Does not appear | Does not appear | Convidado       | Regular         | Does not appear    |
| Regina Hall           | Corretta Lipp   | Does not appear | Does not appear | Does not appear | Convidado       | Regular            |
| Robert Downey Jr.     | Larry Paul      | Does not appear | Does not appear | Does not appear | Does not appear | Regular            |
| Josh Hopkins          | Raymond Milbury | Does not appear | Does not appear | Does not appear | Does not appear | Regular            |
| Hayden Panettiere     | Maddie          | Does not appear | Does not appear | Does not appear | Does not appear | Regular            |
| James Marsden         | Glenn Foy       | Does not appear | Does not appear | Does not appear | Does not appear | Regular            |
| Julianne Nicholson    | Jenny Shaw      | Does not appear | Does not appear | Does not appear | Does not appear | Regular            |

## DVD

### Lançamentos em DVD
Em virtude de pendências envolvendo direitos autorais sobre as músicas, a primeira temporada completa de Ally McBeal não foi disponibilizada inicialmente em DVD nos Estados Unidos (apenas 6 episódios sorteados poderiam ser encontrados na edição americana), entretanto, todos os episódios estavam disponíveis em DVD na Itália, Bélgica, Países Baixos, Japão, França, Portugal, Alemanha, Inglaterra, México, Austrália e Brasil. Na Países Baixos não é possível comprar cada temporada separadamente, todas as 5 estão disponíveis em um 'shoebox-set', e não são vendidas individualmente. A edição brasileira não possuía o episódio "Piloto" quando foi lançada, mas tal episódio foi adicionado ao box mais tarde.
Posteriormente foi anunciado que a primeira temporada seria lançada nos Estados Unidos pela Fox em 2009. E também um box especial contendo a série completa, a ser lançado no mesmo dia. 
Em 3 de Julho de 2009, o site TVShowsonDVD.com anunciou que ambos os boxes seriam lançados em 6 de Outubro de 2009.
Não serão incluídos extras no box da primeira temporada, contudo, o penúltimo disco do box da série completa será composto de material extra (incluindo o episódio do seriado The Practice em que Calista fez uma participação especial), com o último disco intitulado "The Best of Ally McBeal Soundtrack". Também foi confirmado que todas as músicas originais permanecerão intactas em ambos os lançamentos.
| DVD Name                              | Região 1 | Região 2              |
| ------------------------------------- | -------- | --------------------- |
| Ally McBeal - A 1ª temporada Completa | N/D      | 21 de Fevereiro, 2005 |
| Ally McBeal - A 2ª temporada Completa | N/D      | 21 de Fevereiro, 2005 |
| Ally McBeal - A 3ª temporada Completa | N/D      | 21 de Fevereiro, 2005 |
| Ally McBeal - A 4ª temporada Completa | N/D      | 9 de Maio, 2005       |
| Ally McBeal - A 5ª temporada Completa | N/D      | 9 de Maio, 2005       |

## Recepção da crítica
Em sua 1ª temporada, Ally McBeal teve recepção geralmente favorável por parte da crítica especializada. Com base de 28 avaliações profissionais, alcançou uma pontuação de 73% no Metacritic. Por votos dos usuários do site, atinge uma nota de 9.0, usada para avaliar a recepção do público.

## Premiações & nomeações

### Prémios
Emmy Awards:
- Melhor Série de Comédia (1999)
- Melhor Ator (coadjuvante/secundário) em Série de Comédia - Peter MacNicol (2001)

Globo de Ouro:
- Melhor Série (comédia ou musical) (1998-1999)
- Melhor Atriz (comédia ou musical) - Calista Flockhart (1998)
- Melhor Ator (coadjuvante/secundário) em televisão - Robert Downey Jr. (2001)

Screen Actors Guild:
- Melhor Elenco (série de comédia) (1999)
- Melhor Ator (série de comédia) - Robert Downey Jr. (2001)

### Nomeações
Emmy Awards:
- Melhor Série de Comédia (1998)
- Melhor Atriz em Série de Comédia - Calista Flockhart (1998-1999, 2001)
- Melhor Ator (coadjuvante/secundário) em Série de Comédia - Peter MacNicol (1999-2000)
- Melhor Atriz (coadjuvante/secundária) em Série de Comédia - Lucy Liu (1999)
- Melhor Atriz Convidada em Série de Comédia - Bernadette Peters (2001)

Globo de Ouro:
- Melhor Série (comédia ou musical) (2000-2002)
- Melhor Atriz (comédia ou musical) - Calista Flockhart
- Melhor Atriz (coadjuvante/secundária) em televisão - Jane Krakowski (1999)

Screen Actors Guild:
- Melhor Elenco (série de comédia) (1998, 2000-2001)
- Melhor Atriz (série de comédia) - Calista Flockhart (1998-2001)
- Melhor Atriz (série de comédia) - Lucy Liu (2000)
- Melhor Ator (série de comédia) - Peter MacNicol (1999-2001)